# Hrabstwo Santa Rosa
Santa Rosa – hrabstwo w stanie Floryda w USA. Populacja liczy 151372 mieszkańców (stan według spisu z 2010 roku).
Powierzchnia hrabstwa to 3040 km² (w tym 406 km² stanowią wody). Gęstość zaludnienia wynosi 57,46 osoby/km².

## Miejscowości
- Gulf Breeze
- Jay
- Milton

## CDP
| - Allentown - Avalon - Bagdad - Berrydale - Brownsdale - Chumuckla - Cobbtown - Dickerson City - Dixonville - East Milton | - Fidelis - Floridatown - Garcon Point - Harold - Holley - Midway - Mount Carmel - Mulat - Munson - Navarre | - Oriole Beach - Pace - Pea Ridge - Pine Level - Point Baker - Roeville - Tiger Point - Wallace - Whitfield - Woodlawn Beach |